# Gilles Leroy

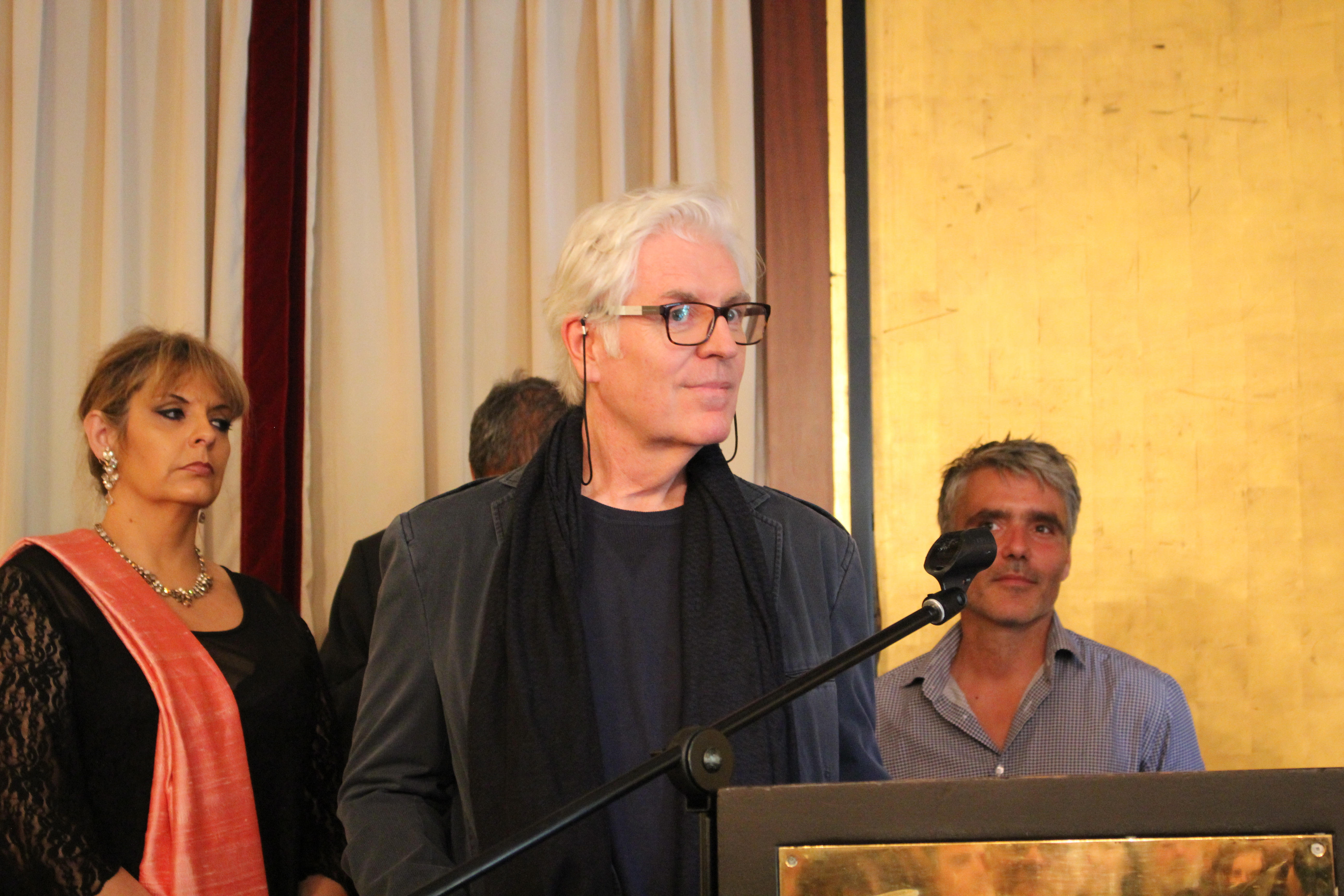
Gilles Leroy

Gilles Leroy (* 28. Dezember 1958 in Bagneux, Hauts-de-Seine) ist ein französischer Schriftsteller. Leroy wurde 2007 für sein zwölftes Werk Alabama Song mit dem renommierten französischen Literaturpreis Prix Goncourt ausgezeichnet.

## Werke (Auswahl)
- Alabama Song. Roman (2007), Kein & Aber, Zürich 2008, ISBN 978-3-0369-5522-3
- Zola Jackson, Roman, aus dem Französischen von Xenia Osthelder, Kein & Aber, Zürich 2011, ISBN 978-3-03695585-8
- Nina Simone, Roman (2013)